# Dolón

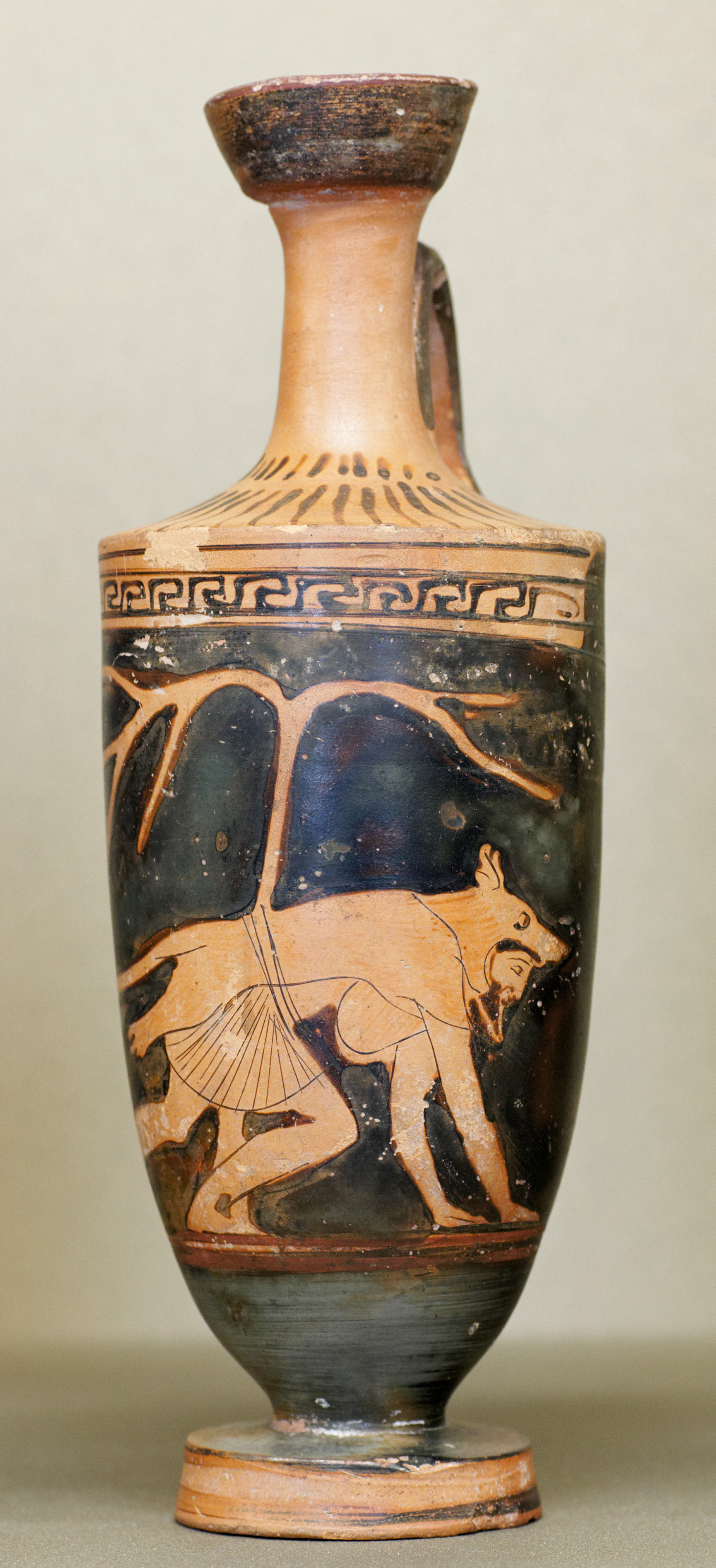
Dolón négykézláb mászik farkasbőrben

Dolón (Δόλων) görög mitológiai szereplő, aki a trójaiak oldalán harcolt a trójai háborúban.
Homérosz Iliásza szerint Dolón Eumédész fia, öt lánytestvére volt. Mivel gyorsan futott, Hektór kérésére a trójaiak egyik gyűlésén beleegyezett, hogy kémkedik a görög hajók után és kideríti, őrzik-e még a görögök ezeket a hajókat és hogyan. Hektór cserébe Akhilleusz lovait és bronz harci kocsiját ígérte neki, Dolón azonban attól félt, becsapja, ezért megeskette Hektórt, hogy betartja ígéretét. Ezután álcázásként farkasbőrbe öltözött, menyétbőr sapkát vett fel, és útnak indult, négykézláb, hogy megtévessze a görögöket. Odüsszeusz és Diomédész azonban, akik titkos portyázásra indultak, hogy kifosszák a trójaiakat, észrevették, és elbújtak a holttestek közé, hogy ne lássa meg őket, majd Diomédész, Athéné segítségével, elfogta. Dolón könyörögni kezdett az életéért, azt mondta, apja, Eumédész igen gazdag és nagy váltságdíjat ad érte. Odüsszeusz azt mondta, hogy nem öli meg, ha elmondja, miért kémkedik a görögök után. Dolón mindent elmondott, azt is, mit ígértek neki jutalmul, mire Odüsszeusz elmondta neki, hogy Hektór becsapta, mert a saját lovait egyedül Akhilleusz tudja irányítani. Dolón ezután elmondta nekik, hogy melyik trójai szövetséges melyik sátorban lakik és miben rejlik az ereje. Diomédész ezután lefejezte, majd Ödüsszeusszal a trójaiak táborába ment, megölte Rhézusz trák királyt és ellopta a lovait. Dolón fia, Eumédész túlélte a háborút, később Aeneas parancsnoksága alatt harcolt és halt meg Itáliában.

## Fordítás
- Ez a szócikk részben vagy egészben  a   Dolon (mythology) című angol Wikipédia-szócikk ezen változatának fordításán alapul.  Az eredeti cikk szerkesztőit annak laptörténete sorolja fel. Ez a jelzés csupán a megfogalmazás eredetét és a szerzői jogokat jelzi, nem szolgál a cikkben szereplő információk forrásmegjelöléseként.